# 巴達維亞 (加利福尼亞州)
巴達維亞（英語：Batavia）是位於美國加利福尼亞州索拉諾縣的一個非建制地區。該地的面積和人口皆未知。

## 地理
巴達維亞的座標為38°24′21″N 121°51′35″W / 38.40583°N 121.85972°W，而該地的平均海拔高度為19米（即62英尺）。